# Мортон, Женевьева
Женевье́ва Мо́ртон (англ. Genevieve Morton; родилась 9 июля 1986 года в Бенони) — южноафриканская фотомодель, в 2010 году впервые снялась для ежегодника Sports Illustrated Swimsuit Issue, также появлялась на страницах журнала в 2011—2015 годах. Также появлялась на обложках многих журналов, включая южноафриканские GQ, FHM, Sports Illustrated и турецкий Boxer. Работает с нью-йоркским модным агентством IMG Models. В 2015 году снялась в эпизодической роли в телефильме «Акулий торнадо 3».